# Wiener Stadtfest

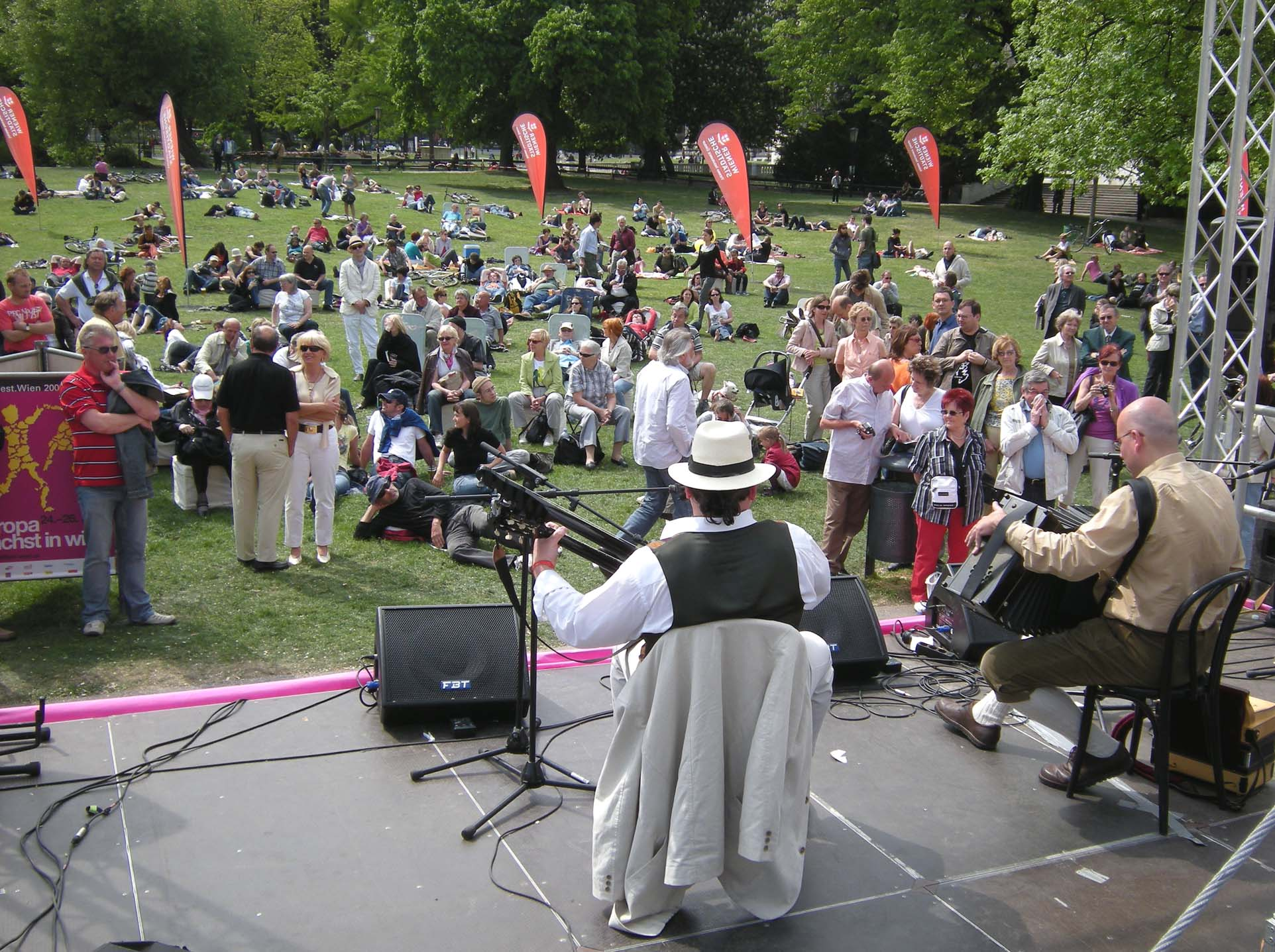
Stadtfest 2009, Bühne im Burggarten

Das Wiener Stadtfest (Gründungsname), heute NEUES stadt.fest.wien (2017), ist ein seit 1978 bestehendes, von der Wiener ÖVP organisiertes Stadtfest in Wien.

## Geschichte
1976 kam es als Protest gegen den Abriss des seit Anfang der 1970er Jahre alternativ kulturell genutzten ehemaligen Auslandsschlachthofes im dritten Wiener Gemeindebezirk zur so genannten Arena-Besetzung. Nach 101 Tagen Besetzung – Protagonisten waren unter anderem die späteren Prominenten Dietmar Steiner, Lukas Resetarits, Erwin Steinhauer, Barbara Rett – wurde das Arena-Gelände am 11. Oktober 1976 von der Polizei zwangsgeräumt und der Gebäudekomplex abgerissen. Einer der Protagonisten der Besetzung war der Musiker und Geologe Alf Kraulitz, heute Alf Krauliz, damals Bandleader der Gruppe Misthaufen. Er entwickelte in der Folge das Konzept eines großen Wiener Stadtfestes auf öffentlichen Plätzen.
Kraulitz stieß aber beim Wiener Gemeinderat auf großes Misstrauen. ÖVP-Stadtrat Erhard Busek, der dem damaligen Zeitgeist entsprechend die alternativen Tendenzen der Jugendkultur politisch zu nutzen versuchte, ermöglichte allerdings gegen beträchtlichen parteiinternen Widerstand ein großes Stadtfest in der Wiener Innenstadt. Am 29. April 1978, also in unmittelbarer zeitlicher Konkurrenz zu den Maifeiern der Wiener SPÖ durfte Kraulitz dieses erste Wiener Stadtfest organisieren. Schauplätze waren der Platz am Hof, der Judenplatz und die dazwischen liegenden Gassen Schulhof, Ledererhof und Kurrentgasse.

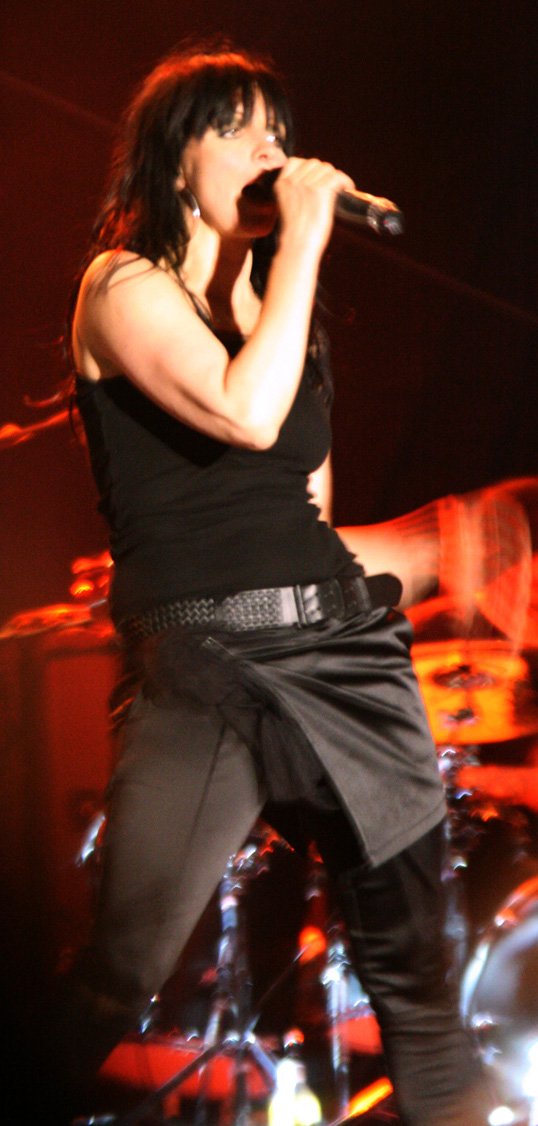
Nena (2008)

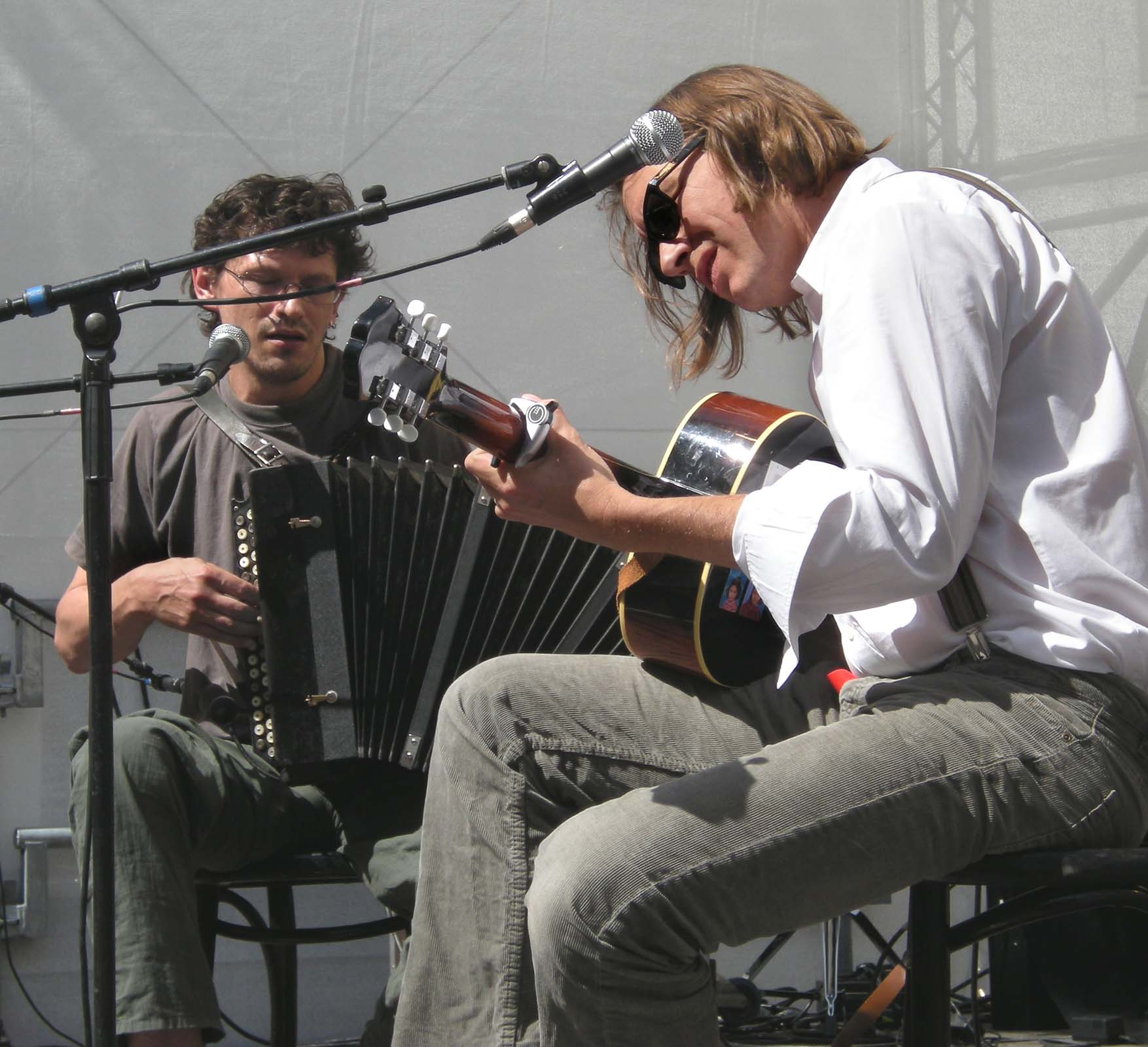
Ernst Molden und Walther Soyka (2009)

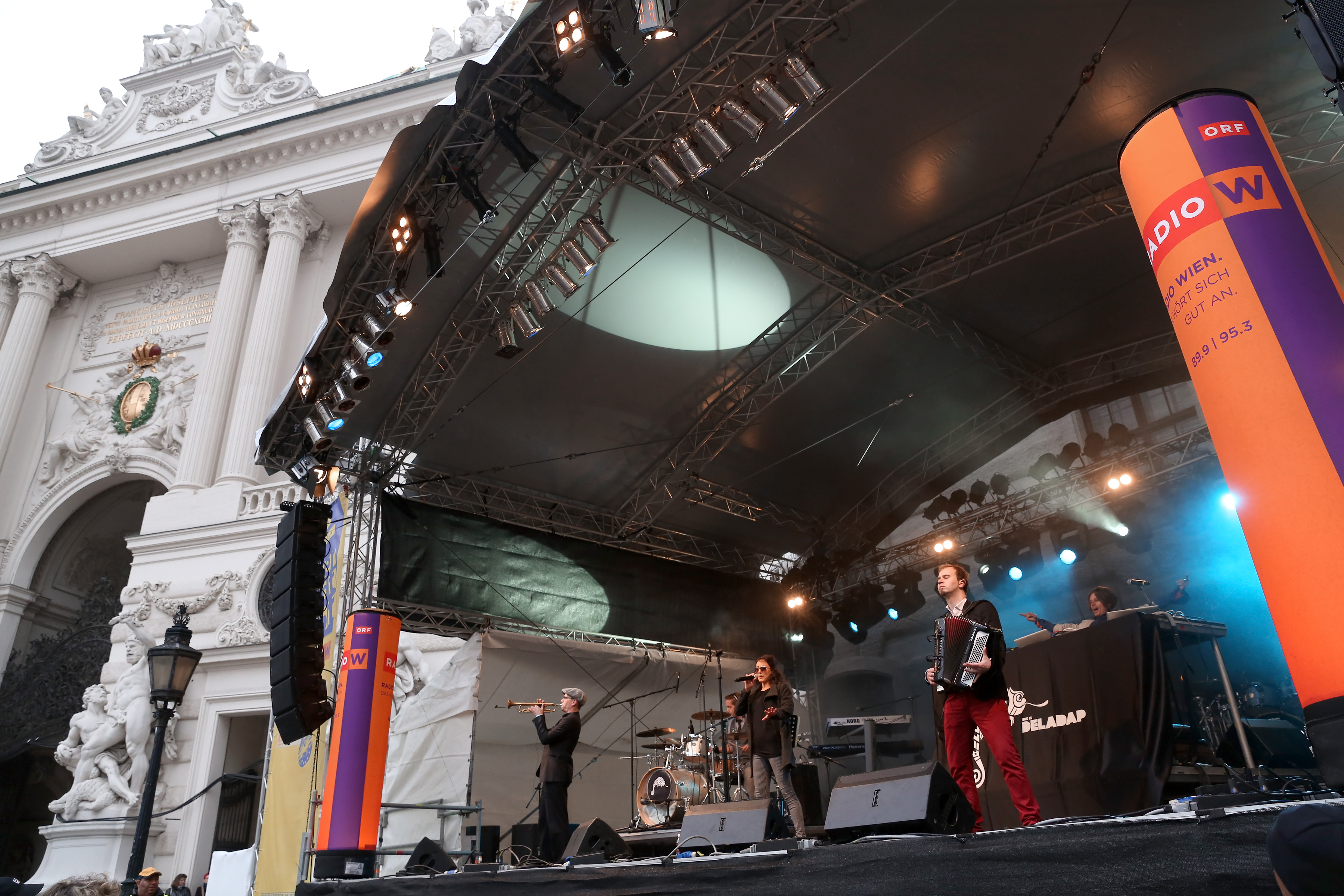
DelaDap (2014)

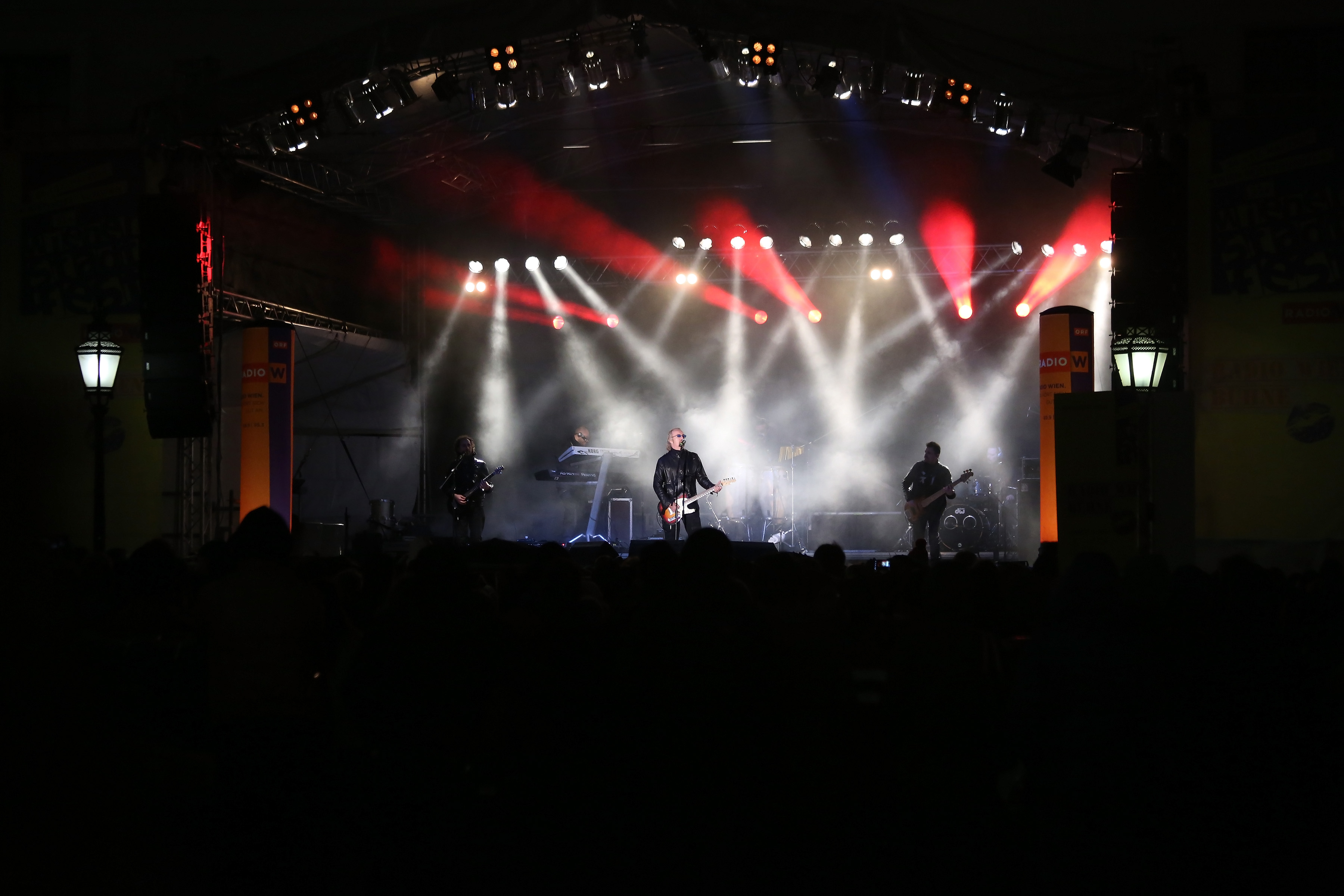
Umberto Tozzi (2014)

### Entwicklung
Das Wiener Stadtfest findet seither an wechselnden Standorten statt. Termin war in den vergangenen Jahren der letzte Samstag im April, oder der erste Samstag im Mai. 2017 findet das Stadtfest am 2. September statt. Zum 25 Jahresjubiläum, das 2008 gefeiert wurde, wurde das Fest ausnahmsweise auf zweieinhalb Tage erweitert. Aufgrund dieser Verlängerung des Festes und des Engagements der bekannten Popsängerin Nena wurden etwa 1,2 Millionen Besucher gezählt. Es wurden über 20 Bühnen bzw. Veranstaltungspunkte bespielt.
Die Stadtfeste der Wiener ÖVP wurden in zunehmendem Maß durch Sponsoring finanziert, für die Festbesucher ist die Teilnahme gratis. Die Veranstaltung wird von der Stadt Wien subventioniert, 2006 standen etwa 806.000 Euro zur Verfügung (die Wiener SPÖ erhielt für ihr Maifest und das Donauinselfest 1,71 Millionen Euro, die KPÖ für ihr Volksstimmefest im Jahr 2005 10.000 Euro). Aufgrund einer Neuverteilung der Gelder für die Feste der einzelnen Parteien wurden 2012 die Subventionen für das Stadtfest auf 406.000 Euro gekürzt. Das 29. Stadtfest am 5. Mai 2012 fand daher in verkleinertem Ausmaß im Bereich um den Heldenplatz statt. In diesem Umfang wurde es bis 2015 fortgeführt und danach abgesagt.
Im Jahr 2016 hat die ÖVP Wien die für das Stadtfest notwendige Subventionszusage von der Stadt Wien nicht rechtzeitig erhalten und deshalb das Wiener Stadtfest für dieses Jahr ausgesetzt.
Diese Pause 2016 wurde dazu genutzt, das Wiener Stadtfest einem vollkommenen Relaunch zu unterziehen. Dabei orientierte man sich wieder darauf, was das Stadtfest ursprünglich war, nämlich ein Beleben von unbelebteren Stadtteilen. Nach dem Motto „Raus in die Bezirke, hinein in die Grätzl“ wurde mit über 70 Stationen im Stadtgebiet die gesamte Stadt zur Bühne. Darüber hinaus setzte man auf Eigeninitiative und führte virtuelle und reale Welt zusammen, indem die Besucher eingeladen waren, Station von Station des NEUEN stadt.fest.wien selbst per App zu entdecken. Das Stadtfest 2017 fand am 2. September statt.
2020 wurde das Stadtfest aufgrund der COVID-19-Pandemie abgesagt und danach nicht mehr angekündigt.